# Рокко, Антонио
Антонио Рокко (итал. Antonio Rocco; 1578, Скуркола-Марсикана — 1653, Венеция) — итальянский монах, философ, педагог и писатель

## Биография

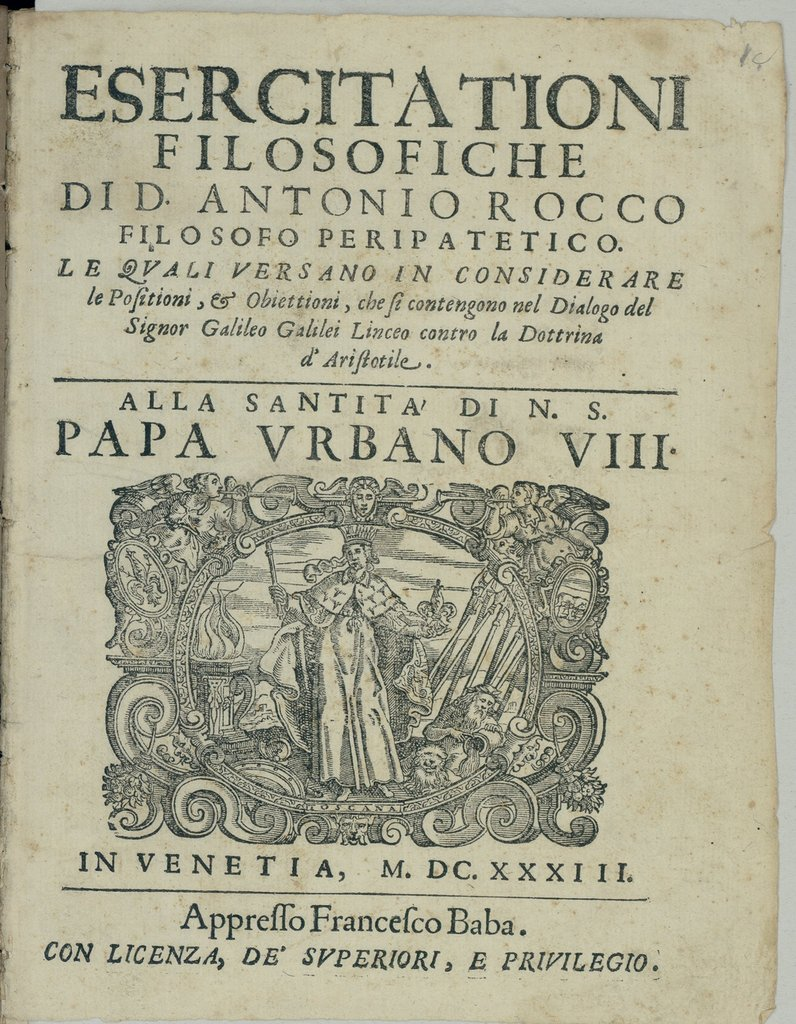
Antonio Rocco «Esercitationi filosofiche di D. Antonio Rocco…» 1633 г.

Изучал богословие и философию в Риме, Перудже и Падуе, где был учеником Чезаре Кремонини, позже жил в Венеции. Принял монашество в Францисканском ордене, преподавал философию в монастыре Сан-Джорджо-Маджоре.
Позже стал членом венецианской Академии неизвестных (Accademia degl’Incogniti), одним из основателей которой был Джованни Франческо Лоредано.
Будучи приверженцем философских идей Аристотеля, А. Рокко выступал с нападками на Галилея и получил от учёного довольно резкий, если не сказать оскорбительный, ответ.
Как член Академии безвестных, А. Рокко выступал с циклом лекций о природе любви во всех её проявлениях. Основная мысль всех этих лекций сводилась к одной: любовь есть прежде всего проявление эгоизма, любви к самому себе.
В 1634 году городские власти Венеции назначили его официальным преподавателем риторики и моральной философии.
Известен, как вольнодумец-либертен и автор скандального порнографического романа в диалогах «Ученичество Алкивиада», написанного около 1630 г. и опубликованного анонимно в 1652 г. Текст содержал гомосексуальные сцены. Несмотря на свою скабрезность, книга А. Рокко содержит любопытную информацию исторического, медицинского, учёного и мифологического характера.
Сочинение было немедленно запрещено, тираж уничтожен, сохранилось только десять экземпляров. Сохранившиеся книги были переведены с латыни и опубликованы на итальянском языке в 1862 году. Сочинение снова тут же подверглось осуждению. Власти назвали его, как liber spurcissimus (самая грязная книга) и значительную часть тиража уничтожили.
Новейшее издание: Салерно, Salerno Editrice, 1988), переведенное ныне на основные европейские языки (англ. «Alcibiades the Schoolboy», фр. «Alcibiade Enfant a l’Ecole», нем. «Alcibiades als Schüler»).
Умер в Венеции.

## Избранные сочинения
- «In universam philosophiam naturalem Aristotelis paraphrasis textualis exactissima; necnon quaestiones omnes desiderabiles ad mentem Joannis Duns Scoti subtilis», Varisco, Venezia 1623;
- «Pars tertia, quae in tres libros de Anima, ac in Parva naturalia Aristot. paraphrasim textualem, una cum Quaestionibus ad mentem Scoti comprehendit», Venetiis, 1624;
- «In Aristotelis Logicam paraphrasis textualis, & quaestiones ad mentem Scoti. Una cum introductione in principio, & tractatu de secundis intentionibus», Varisco, Venezia 1627;
- «Esercitationi filosofiche di D. Antonio Rocco… le quali versano in considerare le positioni et objettioni, che si contengono nel dialogo del signor Galileo Galilei Linceo contro la dottrina d’Aristotile», Venetia, 1633;
- «Sopra Narciso con leggiadria, e con dottrina concettizò il Signor Dottor Rocco con questi pensieri» опубл. в «Veglie de Signori Unisoni», Venetia, 1638;
- «Della brutezza, Amore è un puro interesse» опубл. в «Discorsi Academici de’Signori Incogniti», Venetia, 1635;
- «Animae rationalis immortalitas simul cum ipsius propagatione ex semine», Francofurti, 1644;
- «L’Alcibiade fanciullo a scola», 1652;
- «Della brutezza, Amore e un puro interesse», Pisa, 1990